# Kőbánya-Kispest (nádraží)
Kőbánya-Kispest je železniční stanice, která se nachází v Budapešti. Stanice byla otevřena v roce 1907, kdy byla zprovozněna trať mezi Budapeští a Lajosmisze.

## Historie
Původně, když se stavěla trať mezi Budapeští a Szolnokem, tak na místě dnešního nádraží stál strážný domek. Stanice se tedy otevřela až v roce 1907, kdy byla zprovozněna trať mezi Budapeští a Lajosmisze.
V 70. letech, 20. století došlo ve stanici k velkému rozvoji. Byla zde postavena nová staniční budova a byly zbudované nové nástupiště. Ještě se stihl postavit nový nadchod nad kolejištěm a nakonec v roce 1980 byla zde postavena nová konečná stanice linky M3 budapešťského metra. Původní staniční budova sice zůstala, ale hlavní účely už nesplňovala.

## Provozní informace
Stanice má celkem 2 nástupiště a 4 nástupní hrany. Ve stanici je možnost zakoupení si jízdenky a je elektrifikovaná střídavým proudem 25 kV, 50 Hz. Provozuje ji společnost MÁV.

## Doprava
Stanice je pátou nejdůležitější stanicí v Budapešti (hned po Keleti pu., Nyugati pu., Déli pu. a Kelenföld). Zastavuje zde spousta vnitrostátních vlaků InterCity do Segedína, Záhony či zde zastavují okružní InterCity (maďarsky Kör-IC) z Budapest-Nyugati pu. přes Szolnok, Debrecín, Nyíregyházu, Miškovec do Budapest-Keleti pu. Jako jediný mezinárodní vlak, který zastavuje ve stanici je IC 33/34 „Latorca“ z Budapešti do Mukačeva. Dále zde zastavuje několik osobních vlaků do Lajosmisze, Kecskémetu, Szolnoku a Székesfehérváru. Dále je zde konečná stanice linky M3 budapešťského metra a končí nebo zastavuje zde několik autobusových linek, z toho 2 noční.

## Tratě
Stanicí prochází tyto tratě:
- Železniční trať Budapešť – Cegléd – Szolnok (MÁV 100a)
- Železniční trať Budapešť – Lajosmisze – Kecskémet (MÁV 142)

## Galerie

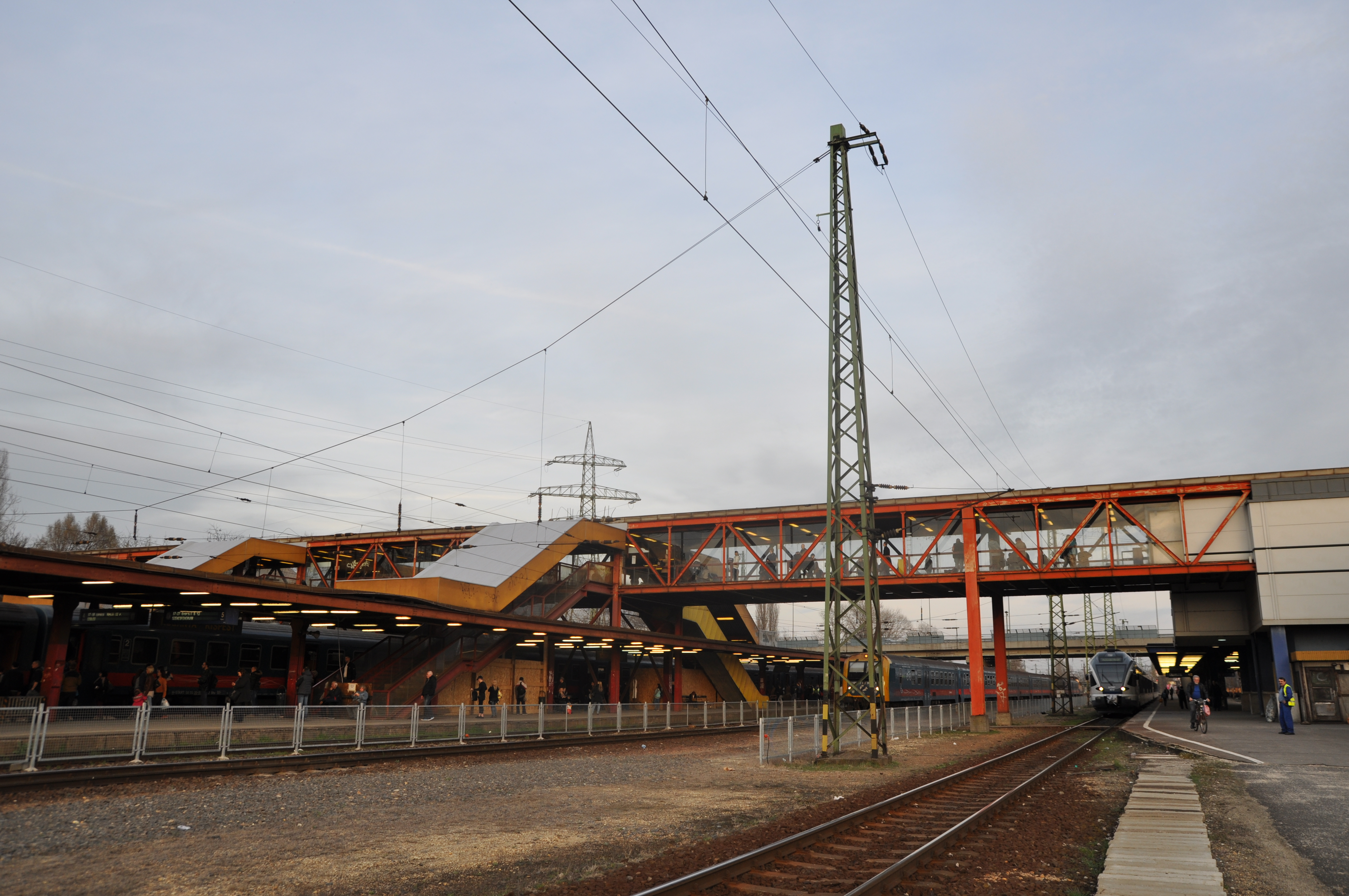
Pohled na stanici.
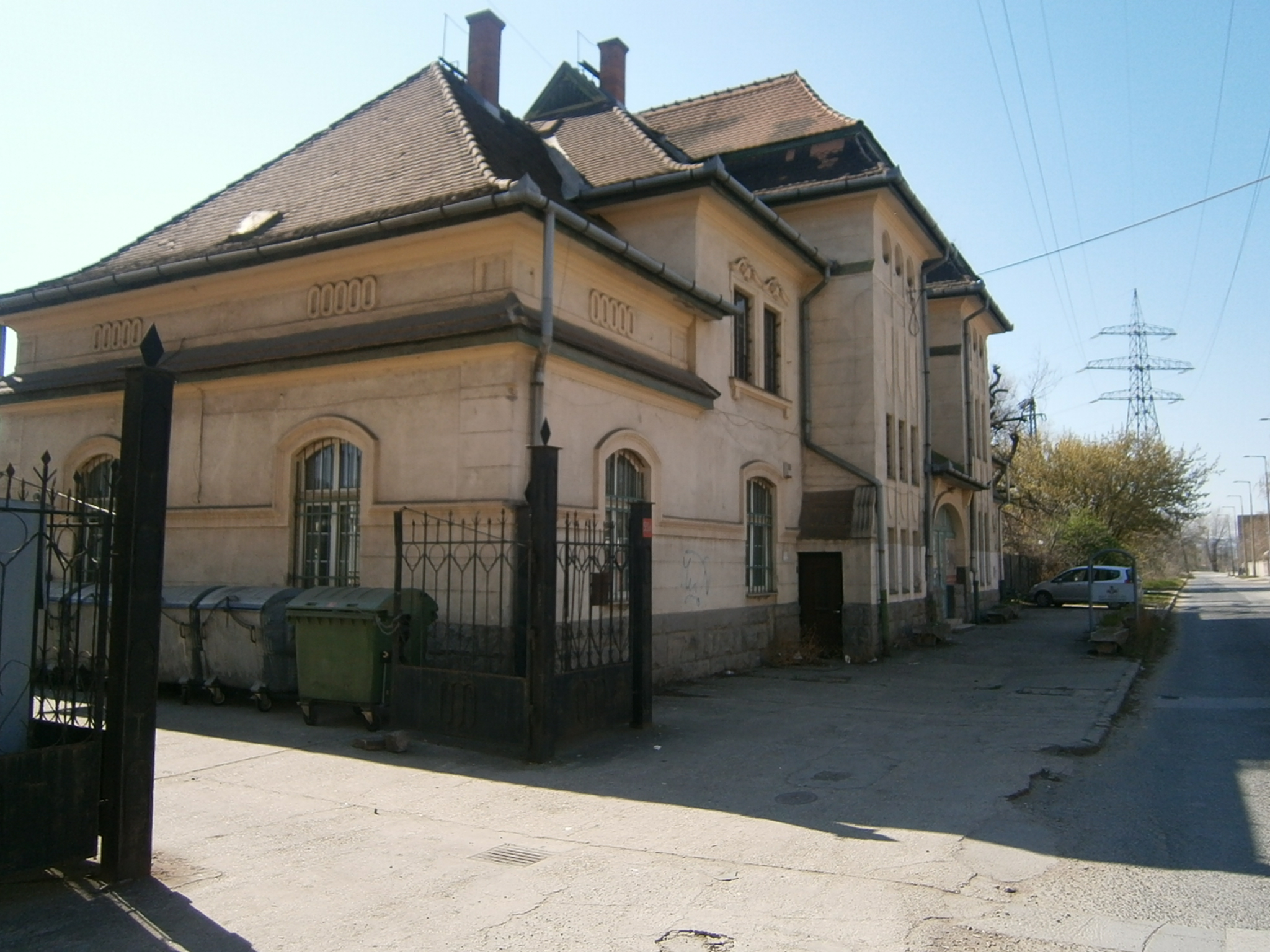
Stará staniční budova.
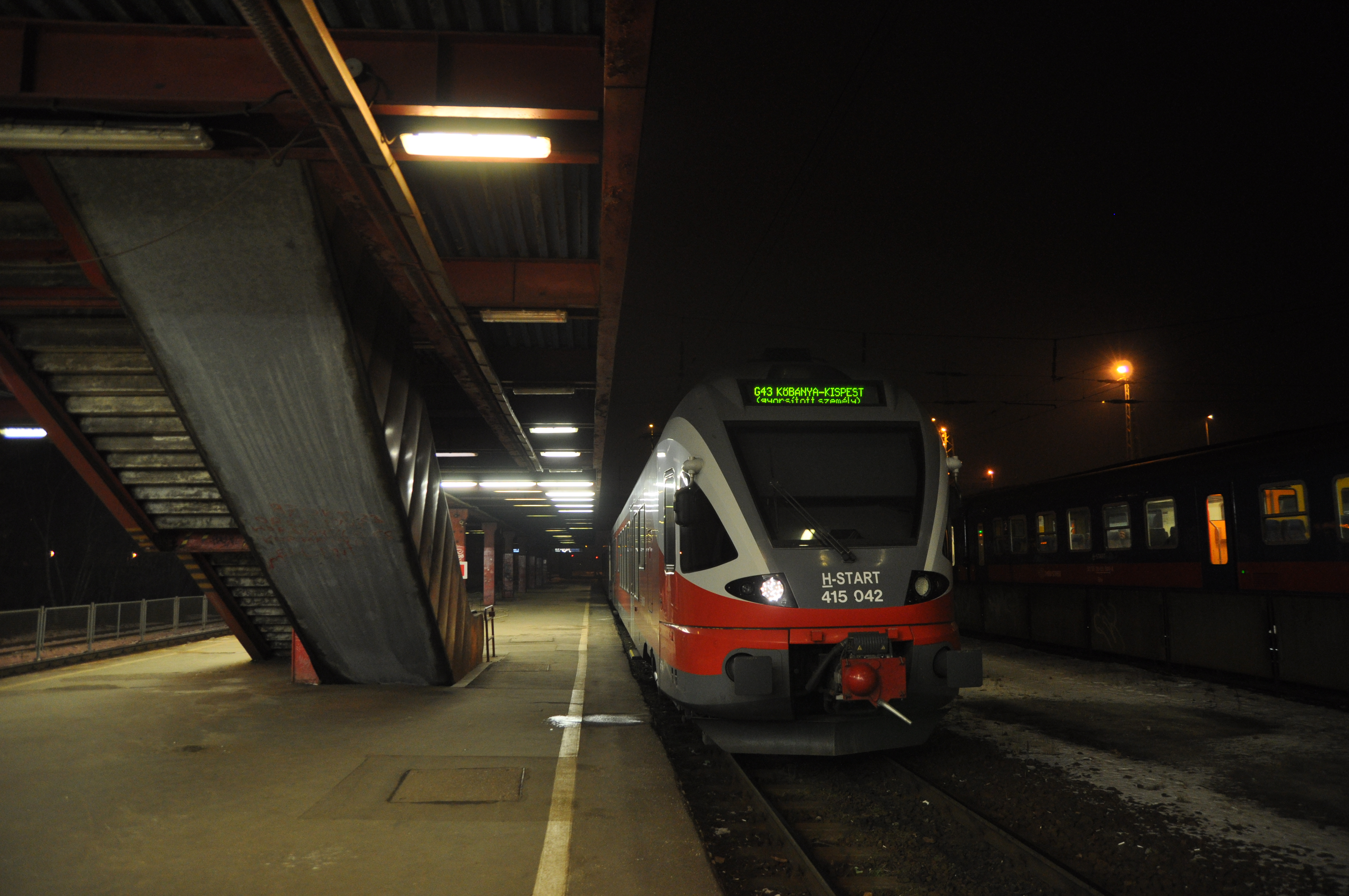
Jednotka FLIRT ve stanici.
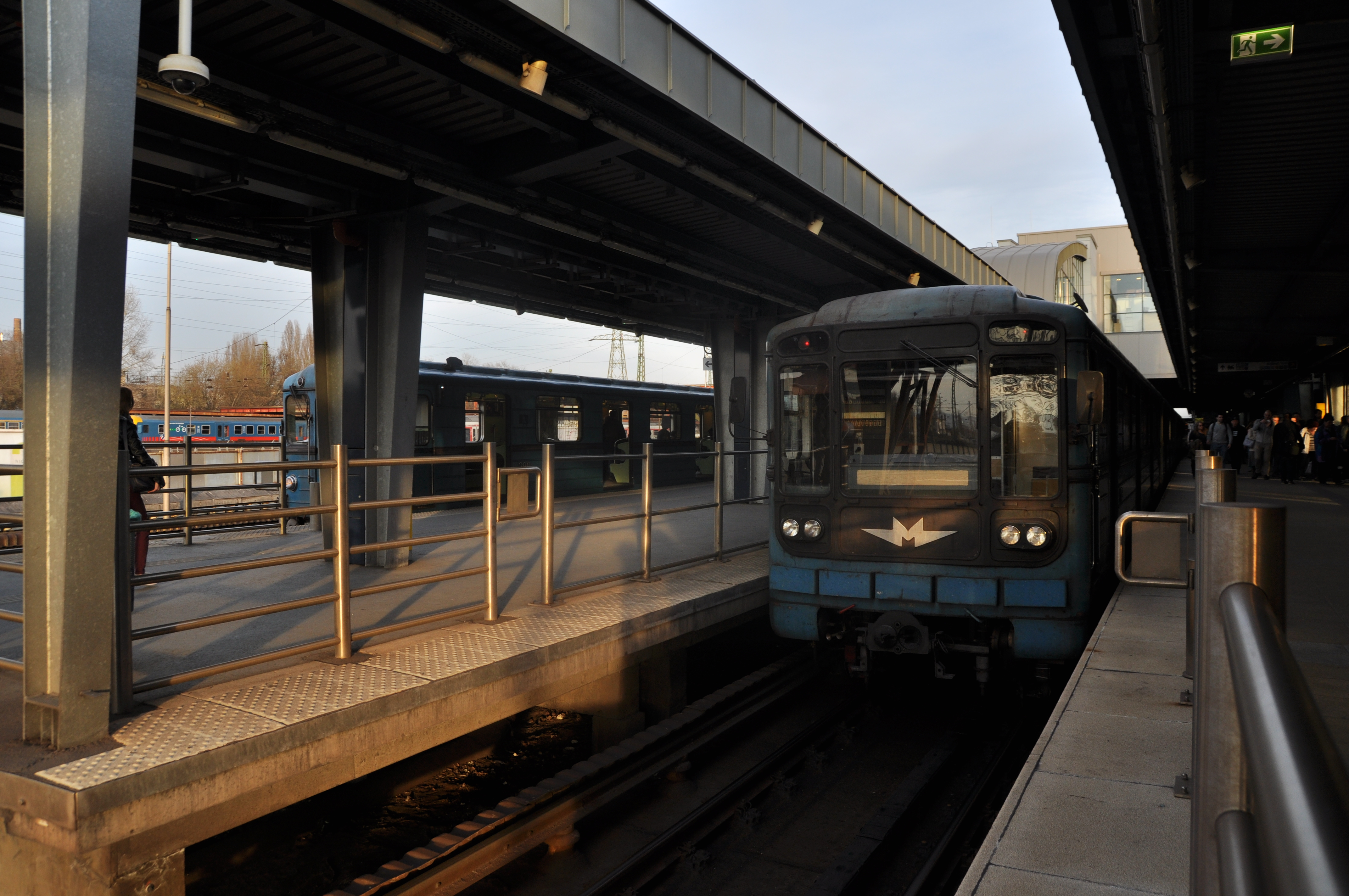
Konečná stanice linky M3, Kőbánya-Kispest.
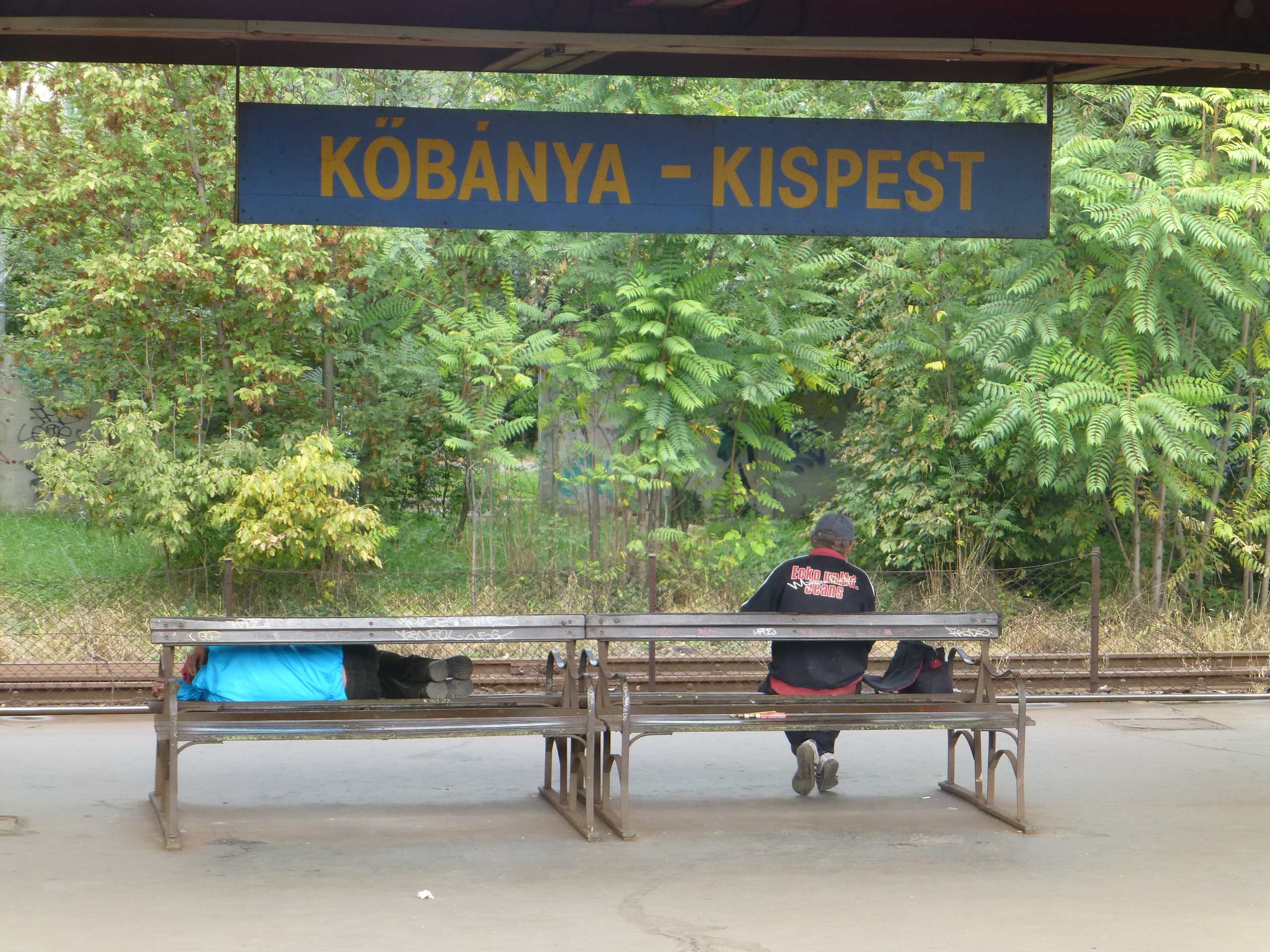
Staniční cedule.